# Tropidurus lagunablanca
Tropidurus lagunablanca — вид ігуаноподібних ящірок родини Tropiduridae. Мешкає в Південній Америці. Описаний у 2016 році.

## Поширення і екологія
Tropidurus lagunablanca мешкають в Парагваї та в бразильських штатах Мату-Гросу і Мату-Гросу-ду-Сул.